# Wilhelm Groener

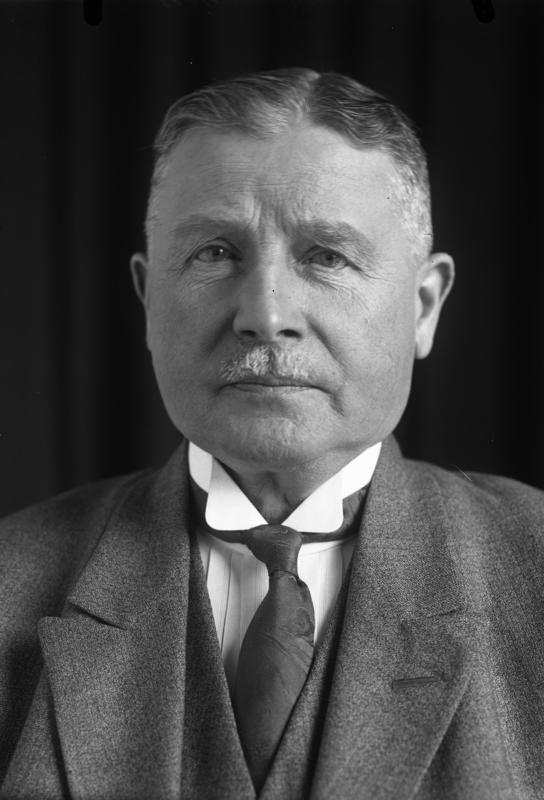
Wilhelm Groener (1928)

Karl Eduard Wilhelm Groener (* 22. November 1867 in Ludwigsburg; † 3. Mai 1939 in Potsdam-Bornstedt) war ein württembergischer Generalleutnant und deutscher Politiker. Nach wichtigen militärischen Funktionen im Ersten Weltkrieg leitete er von 1920 bis 1923 das Reichsverkehrsministerium, von 1928 bis 1932 amtierte er als Reichswehrminister und seit 1931 zusätzlich als Reichsminister des Innern, ohne einer Partei anzugehören. Groener gehörte zu denjenigen Militärs, die die Republik als Realität anerkannten. Als er 1932 gegenüber den Nationalsozialisten härter auftrat, wurde er aus dem Amt gedrängt.

## Leben
Wilhelm war ein Sohn des späteren Zahlmeisters im Dragoner-Regiment „Königin Olga“ (1. Württembergisches) Nr. 25 Karl Eduard Groener († 1893) und dessen Ehefrau Auguste, geborene Boleg.

### Militärlaufbahn im Kaiserreich
Groener trat nach dem Abitur als Fahnenjunker am 22. November 1884 in das Infanterie-Regiment „Alt-Württemberg“ (3. Württembergisches) Nr. 121 der Württembergischen Armee ein. Am 9. September 1886 erhielt er seine Beförderung zum Leutnant. Vom 3. April 1890 bis zum 30. September 1893 fungierte Groener als Bataillonsadjutant. Anschließend kommandierte man ihn bis zum 21. Juli 1896 zur Kriegsakademie nach Berlin. Er versah dann wieder in seinem Stammregiment Dienst, wurde am 1. April 1897 zum Großen Generalstab kommandiert und dort am 25. März 1898 Hauptmann. Als solcher war Groener vom 12. September 1902 für zwei Jahre Kompaniechef im Metzer Infanterie-Regiment Nr. 98, in Elsass-Lothringen. Er wurde dann ab 1. Oktober 1904 in den Großen Generalstab versetzt. Nachdem er am 27. Januar 1906 zum Major befördert worden war, folgten am 1. Juli 1907 die Kommandierung zum Generalstab des VII. Armee-Korps sowie am 10. September 1908 die Ernennung zum Ersten Generalstabsoffizier im Generalstab des XIII. (Königlich Württembergisches) Armee-Korps. Diesen Posten übte er die folgenden beiden Jahre aus und erhielt am 18. August 1910 das Kommando über das III. Bataillon des Infanterie-Regiments „Kaiser Friedrich, König von Preußen“ (7. Württembergisches) Nr. 125. Mit Wirkung zum 1. Oktober 1911 erfolgte seine abermalige Versetzung in den Großen Generalstab, wo er ein Jahr später zum Chef der Eisenbahn-Abteilung ernannt und in der Zwischenzeit am 13. September 1912 zum Oberstleutnant befördert wurde.
Mit Beginn des Ersten Weltkriegs wurde Groener Chef des Feldeisenbahnwesens (kurz FECH genannt) im Großen Hauptquartier. In dieser Funktion verantwortete er die Organisation der Truppentransporte und des Nachschubs sowie den weiteren Aus- und Neubau des Streckennetzes, insbesondere bei strategischen Bahnen nach Belgien. In dieser Zeit war Hauptmann Friedrich von Boetticher einer seiner engsten Mitarbeiter in der Eisenbahn-Abteilung. Für seine Leistungen auf diesem Gebiet wurde Groener außer der Reihe am 26. Juni 1915 zum Generalmajor befördert, erhielt am 11. September 1915 den Orden Pour le Mérite und die Ehrenbürgerwürde seiner Geburtsstadt Ludwigsburg. Ebenfalls 1915 verliehen ihm die Philosophische Fakultät der Friedrich-Wilhelms-Universität zu Berlin sowie die Technische Hochschule Stuttgart die Ehrendoktorwürde.

Ende Mai 1916 wechselte er ins Kriegsernährungsamt, am 1. November 1916 wurde er nach seiner Beförderung zum Generalleutnant zum Chef des Kriegsamtes im preußischen Kriegsministerium und stellvertretenden Kriegsminister ernannt; in dieser Funktion vertrat er die Vorlage des Hilfsdienstgesetzes vor dem Reichstag. Nachdem er in Konflikt mit der Obersten Heeresleitung (OHL) geraten war, wurde er im August 1917 als Kommandeur der 33. Division zu einem Frontkommando an die Front versetzt und für seine Verdienste mit dem Stern zum Roten Adlerorden II. Klasse mit Krone und Schwertern ausgezeichnet. Dort übernahm er am 23. Dezember 1917 das XXV. Reserve-Korps und wurde am 27. Februar 1918 mit der Führung des I. Armee-Korps beauftragt. Von dort erfolgte kurze Zeit darauf seine Versetzung zur Heeresgruppe Eichhorn in Kiew, wo Groener als Chef des Generalstabs fungierte. Die Fäden der deutschen Besatzungspolitik in der Ukraine liefen in Groeners Händen zusammen. Angesichts von dortigen Umtrieben infolge der Oktoberrevolution verbreitete er unter seinen Offizieren die antisemitische Verschwörungstheorie vom angeblich Jüdischen Bolschewismus: 

„Was die Juden anbelangt, so müssen Sie die Leute absolut warnen. Die Juden stehen uns feindlich gegenüber, müssen uns feindlich gegenüberstehen nach ihrer Vergangenheit in Russland. Sie fürchten uns, die Bringer der Ordnung, die Bringer der Reaktion, die Zerstörer der Errungenschaften der Revolution. Infolgedessen liegt es in ihrem Interesse, gegen uns zu agitieren.“

Nach Ausbruch der Novemberrevolution in Deutschland schrieb er am 17. November 1918 an seine Frau, die Juden wären die Drahtzieher in beiden Revolutionen gewesen.

### Generalquartiermeister bei Kriegsende

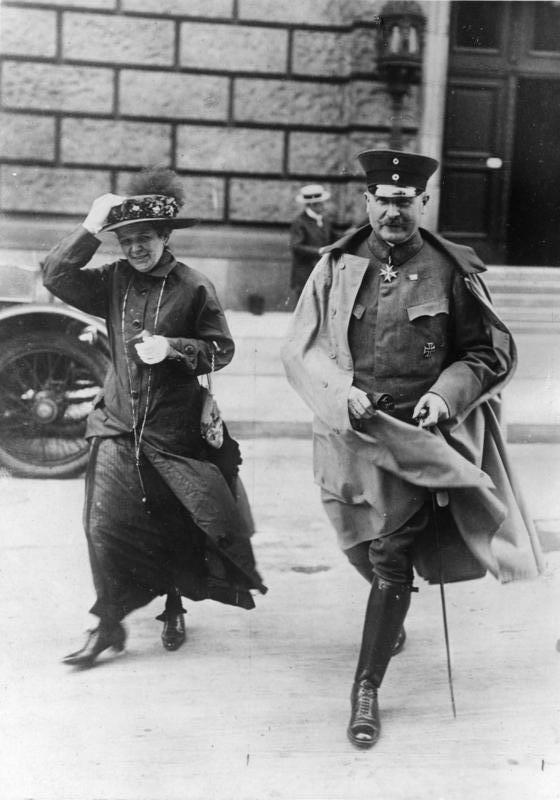
Groener 1917 mit seiner ersten Frau Helene

Nach der Entlassung Ludendorffs am 26. Oktober 1918 wurde Groener als neuer Erster Generalquartiermeister faktisch der Chef der OHL. Im Großen Hauptquartier im belgischen Spa konfrontierte er im November 1918 Kaiser Wilhelm II., der mit dem Gedanken spielte, die beginnende Novemberrevolution gewaltsam niederschlagen zu lassen, mit der Tatsache, dass die Truppe nicht mehr hinter ihm stand. Wilhelms Plan, nur als deutscher Kaiser abzudanken, nicht aber als König von Preußen, durchkreuzte er, indem er am 9. November 1918 in einem Telefonat mit Reichskanzler Max von Baden wahrheitswidrig behauptete, der vollständige Thronverzicht stünde kurz bevor, er könne ihn ruhig schon bekanntgeben. Die Abdankungserklärung, die Prinz Max daraufhin veröffentlichte, führte zur tatsächlichen Abdankung Wilhelms II., aber die Rettung der Monarchie in Deutschland, die Groener mit seinem manipulativen Vorgehen eigentlich bezweckt hatte, gelang nicht: Noch am selben Tag wurde in Berlin die Republik ausgerufen. In der Folge leitete Groener den Rückmarsch der deutschen Truppen von der Westfront und die Demobilisierung in den Heimatstandorten.
In der Novemberrevolution unterstützte er die gemäßigte Politik des Rats der Volksbeauftragten unter dem MSPD-Vorsitzenden Friedrich Ebert (Ebert-Groener-Pakt), um eine befürchtete bolschewistische Revolution nach russischem Vorbild zu verhindern. Ebert hatte am 6. November Groener zur Abdankung des Kaisers gedrängt. In einem Telefongespräch machte der General am 10. November 1918 dem neuen Reichskanzler Ebert die Zusage, dass sich das Heer dessen Regierung unterstelle, andernfalls hätte Ebert sich nicht halten können. Dass er als General der kaiserlichen Armee den Reichskanzler jener republikanischen SPD unterstützte, die während der Monarchie lange als Reichsfeinde gegolten hatte, begründete Groener in seinen Erinnerungen mit der Absicht, „der Revolution zum Trotz das beste und stärkste Element des alten Preußentums in das neue Deutschland“ hinüber zu retten.
Friedrich Ebert setzte auf die Zusammenarbeit mit den alten Eliten, um die Verwaltung zu erhalten, die Wirtschaft wieder in Gang zu bringen und die Demobilisierung der Truppen geordnet durchführen zu können. Gemäßigte Forderungen wie die Abschaffung des Grußzwanges außer Dienst und gleiche Verpflegung von Offizieren und einfachen Soldaten konnte Ebert allerdings nicht durchsetzen.
Groeners Entschluss, sich „auf den Boden der Tatsachen“ des neuen republikanisch-demokratischen Systems zu stellen, war weniger eine freie Entscheidung des Generalstabschefs als eine machtpolitische Notwendigkeit, wollte er der OHL zumindest mittelfristig die Option innenpolitischer Einflussnahme offenhalten: Die OHL hatte am 9./10. November 1918 keine loyalen Truppen mehr zur Verfügung, die bereit gewesen wären, eine konfrontative Politik des Generalstabs zu stützen.
Am 23. Juni 1919 plädierte Groener für die Annahme des Versailler Friedensvertrages, zwei Tage später übernahm er nach dem Rücktritt Hindenburgs die Führung des Hauptquartiers in Kolberg. Groener wusste, dass bei einer Ablehnung des Vertrages die geschwächte Reichswehr nicht verhindern könnte, dass ausländische Truppen Deutschland besetzen würden.

### Politiker in der Weimarer Republik

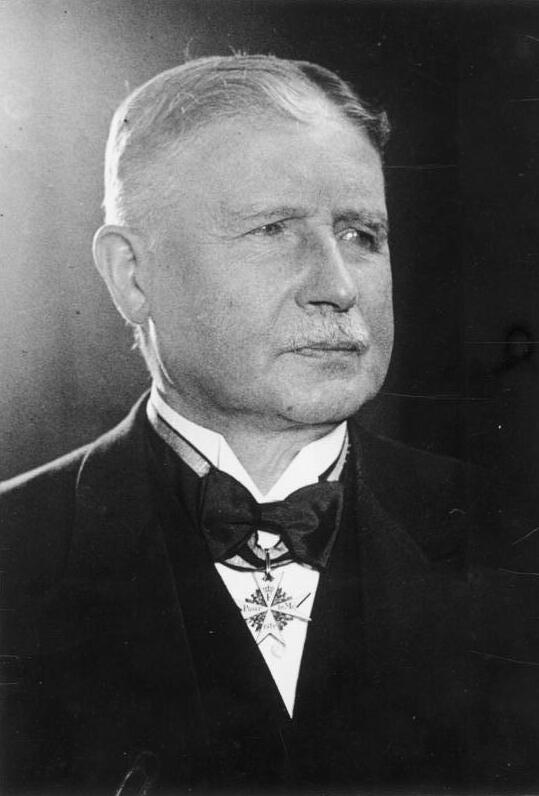
Wilhelm Groener (1932)

Am 30. September 1919 nahm er gegen den Willen Eberts seinen Abschied und wurde mit der gesetzlichen Pension zur Disposition gestellt. Nach kurzem Ruhestand leitete er dann vom 25. Juni 1920 bis zum 11. August 1923 als Parteiloser unter mehreren Reichskanzlern das Reichsverkehrsministerium. In dieser Zeit bemühte er sich vor allem den durch die Kriegsjahre außerordentlich stark geschädigten Bahnverkehr, als Basis einer gut funktionierenden Wirtschaft intakt zu bekommen. Ein zweiter Schwerpunkt war die Förderung des noch in den Kinderschuhen steckenden und durch die Bestimmungen des Versailler Vertrages behinderten Luftverkehrs für Deutschland. Obwohl er auf Grund des Wahlergebnisses 1923 und der daraus resultierenden Regierungsumbildung sein Amt verlor, blieb er weiter eng mit den politischen Führungskreisen der Weimarer Republik in Verbindung. Zu einem seiner Vertrauten gehörte während dieser Zwischenphase der Chef der Statistischen Abteilung im Reichswehrministerium, Friedrich von Boetticher. In dieser Zeit beschäftigte Groener sich intensiv mit Fragen der Rolle historischer Persönlichkeiten und gab dazu mehrere Texte heraus. Gegenstand seiner Beschäftigung waren General Alfred von Schlieffen und Friedrich der Große, beide in ihrer Rolle als Führungskräfte mit Visionen und sozialen Ansprüchen.
Nach diesem erzwungenen vorläufigen Ruhestand wurde er am 28. Januar 1928 Reichswehrminister, in Folge der Lohmann-Affäre, durch die sein Vorgänger Otto Geßler den Posten verlor. Am 8. Oktober 1931 wurde Groener zusätzlich kommissarischer Reichsminister des Innern. Dadurch geriet er in ein Dilemma: Als Reichswehrminister hatte er daran gearbeitet, die nationalsozialistische SA und die ihr untergeordnete SS, für den Staat zu gewinnen und in einen überparteilichen Wehrsportverband zu integrieren, als Innenminister musste er gegen ihre verfassengsfeindlichen Bestrebungen vorgehen. Nur langsam näherte er sich dem Gedanken eines Verbots der SA an, wie es vom preußischen Innenminister Carl Severing bereits seit 1930 mehrfach gefordert worden war. Das entsprach auch den Interessen weiterer demokratischer Kreise.
Nach der Reichspräsidentenwahl 1932 und auf Drängen der Länderinnenminister verfügte er am 13. April 1932 schließlich ein Verbot von SA und SS. Dagegen erhoben sich wütende Proteste von rechts, am 14. April protestierte auch Ex-Kronprinz Wilhelm von Preußen. In der 62. Sitzung des Reichstags vom 10. Mai 1932 musste er sich für das von ihm am 5. April 1932 verhängte Verbot von SA und SS rechtfertigten. Seine Rede wurde von gezielt organisierten tumultartigen Protesten der NSDAP-Abgeordneten begleitet. Gregor Strasser beantragte daraufhin in derselben Sitzung, Groeners Rede auf Schallplatten zu verbreiten, was vom amtierenden Vizepräsidenten Thomas Eßer jedoch nicht ernst genommen wurde. Bei dem von der SPD und Groener als parteilosem Minister geführten Kampf fiel ihm sein Vertrauter Kurt von Schleicher in den Rücken. So setzte sich Schleicher beim Reichspräsidenten Paul von Hindenburg in diesen politisch schwierigen Wochen vehement für die Entlassung Groeners ein. Am 12. Mai 1932 drängte Schleicher Groener zum Rücktritt als Reichswehrminister. Schleicher war als Chef des Ministeramts im Ministerium die rechte Hand Groeners gewesen. Als am 30. Mai 1932 Reichskanzler Heinrich Brüning gestürzt wurde, verlor Groener auch das Amt des Reichsministers des Innern. Der von Schleicher lancierte neue Reichskanzler Franz von Papen ließ die SA und SS sofort wieder zu.

## Ruhestand, Tod und Beisetzung

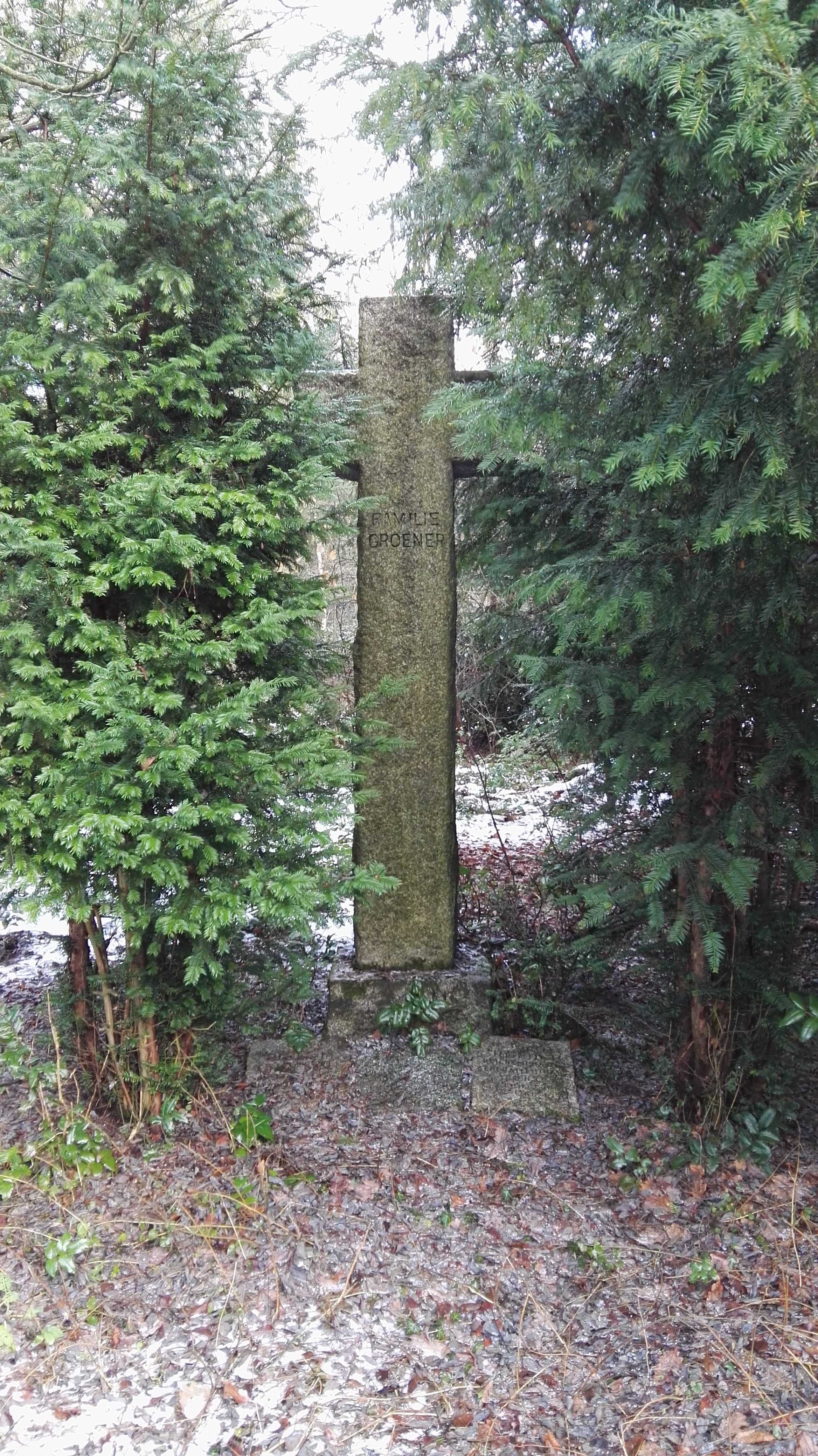
Grabstätte

Nach dem Amtsverlust zog Groener sich erneut ins Privatleben zurück. Groener starb am 3. Mai 1939 an einer akuten Leberentzündung. Die Medien gaben seinen Tod bekannt; Kommentare waren verboten. Ein Armeebefehl verbot allen Offizieren der Wehrmacht und den mit der Berechtigung zum Tragen der Regimentsuniform verabschiedeten Offizieren, an der Trauerfeier teilzunehmen. Nur der (schon lange „kaltgestellte“) Generaloberst Kurt von Hammerstein-Equord (1878–1943) nahm in voller Uniform an der Beisetzung auf dem Südwestkirchhof Stahnsdorf teil. Das Grab existiert bis heute.
Nach Groener wurde eine Straße in seinem Geburtsort Ludwigsburg benannt, ebenso in Berlin-Spandau (dort der nördliche Teil der vorherigen Moltkestraße).

## Familie

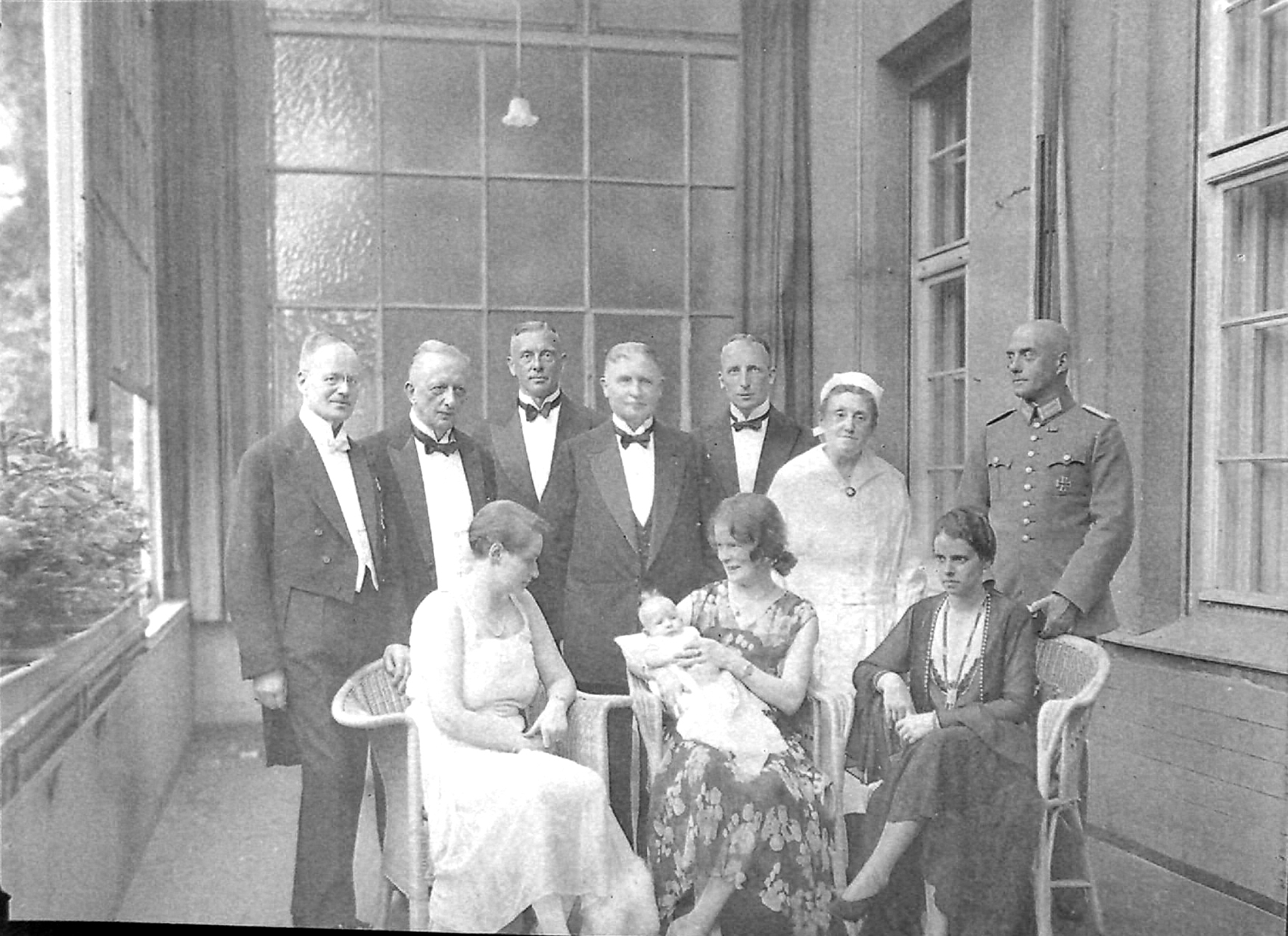
Feier zur Taufe des Sohnes Ruthard Groener am 2. Januar 1931. In der Bildmitte sitzend die Mutter Ruth mit dem Täufling, dahinter Vater Wilhelm Groener, links von ihm Hans Georg Oskar Schulz, rechts Korvettenkapitän Hubert Schmundt, zweiter von links Feldprobst Friedrich Gottlob Erich Schlegel, der den Taufgottesdienst in der Berliner Garnisonkirche geleitet hatte.

Wilhelm Groener war zweimal verheiratet: mit Helene Geyer (1864–1926) hatte er die Tochter Dorothea Groener-Geyer (1900–1986); mit seiner zweiten Frau Ruth Naeher-Glück (* 1894), die er im August 1930 heiratete, hatte er einen Sohn, Ruthard Groener. Dieser Sohn wurde im Dezember 1930 recht bald nach der Wiederheirat geboren; dies trug zum Ansehensverlust Groeners bei.

## Minister in diesen Regierungen
mit Angabe der Dauer der Regierung bis zur Umbildung oder Ablösung:
- Kabinett Fehrenbach 313 Tage
- Kabinett Wirth I, 168 Tage
- Kabinett Wirth II, 263 Tage
- Kabinett Cuno, 1 Jahr und 19 Tage, 374 Tage
- Kabinett Müller II, 273 Tage
- Kabinett Brüning I, 1 Jahr und 192 Tage
- Kabinett Brüning II, 235 Tage

## Schriften
- Politik und Kriegführung. Ein Rückblick auf den Weltkrieg. Vortrag. F. Enke, Stuttgart 1920.
- Der Weltkrieg und seine Probleme. Rückschau und Ausblick. Stilke, Berlin 1920; archive.org.
- Die Eisenbahn als Faktor der Politik. Vortrag, gehalten in der Hochschule für Politik. F. Enke, Stuttgart / Berlin 1921.
- Das Testament des Grafen Schlieffen. Operative Studien über den Weltkrieg. E.S. Mittler & Sohn, Berlin 1927; 2. durchgesehene Auflage: E.S. Mittler & Sohn, Berlin 1929.
- Feldherr wider Willen. Operative Studien über den Weltkrieg. E.S. Mittler & Sohn, Berlin 1930; 3. durchgesehene Auflage: E.S. Mittler & Sohn, Berlin 1931.
- Friedrich Freiherr Hiller von Gaertringen (Hrsg.): Wilhelm Groener: Lebenserinnerungen. Jugend, Generalstab, Weltkrieg. Vandenhoeck & Ruprecht, Göttingen 1957 (= Deutsche Geschichtsquellen des 19. und 20. Jahrhunderts, Band 41). Neudruck Biblio-Verlag, Osnabrück 1972, ISBN 3-7648-0282-0.
- Winfried Baumgart (Hrsg.): Von Brest-Litovsk zur deutschen Novemberrevolution. Aus den Tagebüchern, Briefen und Aufzeichnungen von Alfons Paquet, Wilhelm Groener und Albert Hopman März – November 1918. Vandenhoeck & Ruprecht, Göttingen 1971 (= Deutsche Geschichtsquellen des 19. und 20. Jahrhunderts, Band 47)